# Bilanzbuchhaltungsgesetz 2014
Das Bilanzbuchhaltungsgesetz 2014 (abgekürzt BiBuG 2014) regelt in Österreich den Beruf des selbständigen Bilanzbuchhalters. 
Das Gesetz ist am 1. Jänner 2014 in Kraft getreten und hat das bis dahin in Kraft stehende Bilanzbuchhaltungsgesetz aus dem Jahre 2006 ersetzt. Es wurden die drei Berufe Bilanzbuchhalter sowie Buchhalter und Personalverrechner geschaffen, die vorherigen Berufe Gewerblicher und Selbständiger Buchhalter laufen aus.
Die Aufnahme des Berufes ist an eine öffentliche Bestellung durch die Bilanzbuchhaltungsbehörde (der Präsident der Wirtschaftskammer Österreich im übertragenen Wirkungsbereich) gebunden und setzt die Ablegung einer Fachprüfung und den Nachweis einer mindestens dreijährigen Tätigkeit im Rechnungswesen voraus. Für den Bilanzbuchhalter ist die Mitgliedschaft in der Wirtschaftskammer (Sparte Information und Consulting, Fachverband Unternehmensberatung, Buchhaltung und Informationstechnologie) verpflichtend, vor dem Inkrafttreten des BiBuG am 1. Jänner 2014 gab es eine Wahlmöglichkeit zwischen der Wirtschaftskammer und der Kammer der Steuerberater und Wirtschaftsprüfer. Der selbständige Bilanzbuchhalter in Österreich besitzt umfangreiche Berufsrechte im Rechnungswesen und in der Beratung, die in Deutschland überwiegend Vorbehaltsrechte der Steuerberater sind.  Nach fünfjähriger Tätigkeit als Bilanzbuchhalter ist der Antritt zur Steuerberaterprüfung bei der Kammer der Steuerberater und Wirtschaftsprüfer möglich.
Die selbständigen Berufe Buchhalter und Personalverrechner verfügen gegenüber dem Bilanzbuchhalter nur über eingeschränkte Berufsberechtigungen. Die Berufsberechtigten sind gesetzlich zur facheinschlägigen Fortbildung und zum Abschluss einer Vermögensschaden-Haftpflichtversicherung verpflichtet und besitzen ein Zeugenentschlagungsrecht. Mit Inkrafttreten des Bilanzbuchhaltungsgesetzes 2014 ist die Versicherung auch für Buchhalter und Personalverrechner zwingend.